# Fabrice Ngoma
Fabrice Luamba Ngoma (Kinshasa, 22 gennaio 1994) è un calciatore congolese (Repubblica Democratica del Congo), centrocampista del Simba e della nazionale congolese.

## Palmarès

### Club

#### Competizioni nazionali
- Linafoot: 1

Vita Club: 2017-2018
- Campionato marocchino: 1

Raja Casablanca: 2019-2020

#### Competizioni internazionali
- Coppa della Confederazione CAF: 1

Raja Casablanca: 2020-2021
- Coppa dei Campioni araba per club: 1

Raja Casablanca: 2019-2020